# Can-linn
Can-linn é uma Cantora  que irá representar a Irlanda no Festival Eurovisão da Canção 2014, em Copenhaguem, Dinamarca, com sua canção "Heartbeat".